# Liste der denkmalgeschützten Objekte in Diersbach
Die Liste der denkmalgeschützten Objekte in Diersbach enthält die denkmalgeschützten, unbeweglichen Objekte der Gemeinde Diersbach im Bezirk Schärding (Oberösterreich).

## Denkmäler
| Foto |                 | Denkmal                                                                    | Standort                         | Beschreibung | Metadaten |
| ---- | --------------- | -------------------------------------------------------------------------- | -------------------------------- | --- | --- |
| ja   | Datei hochladen | Kath. Pfarrkirche hl. Martin und Friedhof HERIS-ID: 52077 Objekt-ID: 58165 | Am Berg Standort KG: Schwabenhub | Der netzrippengewölbte Kirchenbau hat ein einschiffige dreijochige Langhaus mit einem leicht eingezogenen zweijochigen Chor mit einem Fünfachtelschluss. Die dreiachsige Westempore ist netzrippenunterwölbt. Außen zeigt die Kirche abgetreppte Strebepfeiler. Der Südturm mit einem netzrippengewölbten Läuthaus wurde oben in ein Achteck übergeführt und trägt einen Zwiebelhelm. Die Sakristei ist netzrippengewölbt. Das Süd- und Ostportal sind gotisch kielbogig, die Osttür hat gotische Beschläge. | BDA-Hist.: Q26198285 Status: § 2a Stand der BDA-Liste: 2025-06-30 Name: Kath. Pfarrkirche hl. Martin und Friedhof GstNr.: .71, 865 Pfarrkirche Diersbach |